# Nazionale femminile di pallamano della Slovenia
La nazionale di pallamano femminile della Slovenia rappresenta la Slovenia nelle competizioni internazionali e la sua attività è gestita dalla Federazione di pallamano della Slovenia (RZS). Nella sua storia ha partecipato più volte alle fasi finali sia del campionato mondiale sia del campionato europeo, ottenendo i migliori risultati nel biennio 2003-04 con un ottavo posto al Mondiale e un nono posto all'Europeo.

## Storia
La nazionale femminile di pallamano venne creata dalla federazione slovena dopo l'indipendenza della Slovenia nel 1991. Dopo l'affiliazione all'EHF e all'IHF, la nazionale iniziò a partecipare alle qualificazioni al campionato mondiale e al campionato europeo. Nel giugno 1997 arrivò la prima medaglia, di bronzo, conquistata ai XIII Giochi del Mediterraneo. Sempre nel 1997 arrivò la prima partecipazione al campionato mondiale, disputatosi in Germania. Inserita nel gruppo D, la Slovenia batté solamente la Cina, venendo così eliminata già nella fase a gironi. Dopo aver mancato l'accesso all'edizione 1999, la nazionale slovena partecipò all'edizione 2001, riuscendo per la prima volta a superare la fase a gironi come seconda classificata; il cammino della nazionale si fermò subito dopo agli ottavi di finale dopo la sconfitta per 26-21 dall'Austria. Le crescita nelle prestazioni della nazionale vennero confermate dall'ottavo posto finale conquistato al campionato mondiale 2003.
Ai primi degli anni duemila la Slovenia ottenne anche per la prima volta l'accesso alla fase finale del campionato europeo 2002 dopo aver vinto i play-off di qualificazione; superato il turno preliminare, la squadra non riuscì a superare il turno principale che garantiva l'accesso alla fase a eliminazione diretta, concludendo al decimo posto finale. Analogo risultato venne ottenuto all'edizione 2004, ma i risultati ottenuti consentirono di classificarsi al nono posto. Negli anni successivi la Slovenia non riuscì a ripetere i risultati ottenuti tra il 2001 e il 2004, mancando anche l'accesso alla fase finale del campionato mondiale dal 2007 al 2015.
Nel 2013 conquistò la medaglia d'argento ai XVII Giochi del Mediterraneo, disputati a Mersina, avendo raggiunto la finale del torneo, persa dalla Serbia per 25-19. Nel 2018 conquistò, invece la medaglia di bronzo ai XVIII Giochi del Mediterraneo, replicando il risultato ottenuto nel 1997 e nel 2001.
Nel 2024 ha partecipato per la prima volta al torneo olimpico femminile di pallavolo, venendo eliminata alla fase a gironi e classificandosi in penultima posizione.

## Partecipazioni ai tornei internazionali
- dal 1936 al 2020: non qualificata
- 2024: 11º posto

- 1995: non qualificata
- 1997: 18º posto
- 1999: non qualificata
- 2001: 9º posto
- 2003: 8º posto
- 2005: 14º posto
- dal 2007 al 2015: non qualificata
- 2017: 14º posto
- 2019: 19º posto
- 2021: 17º posto
- 2021: 11º posto

- dal 1994 al 2000: non qualificata
- 2002: 10º posto
- 2004: 9º posto
- 2006: 16º posto
- 2008: non qualificata
- 2010: 16º posto
- 2012: non qualificata
- 2014: non qualificata
- 2016: 14º posto
- 2018: 13º posto
- 2020: 16º posto
- 2022: 8º posto

- 1993: 4º posto
- 1997:  3º posto
- 2001:  3º posto
- 2005: 7º posto
- 2009: 7º posto
- 2013:  2º posto
- 2018:  3º posto

## Selezionatori
Lista dei selezionatori della nazionale slovena.
- 1992-1993:  Antun Bašić
- 1993-1995:  Andrej Kavčič
- 1997-1998:  Marta Bon
- 1998-2000:  Vinko Kandija
- 2000-2002:  Tone Tiselj
- 2003:  Marta Bon
- 2004-2008:  Robert Beguš
- 2008-2009:  Primož Pori
- 2009-2011:  Ivica Rimanić
- 2011-2012:  Tone Tiselj
- 2012-2015:  Marta Bon
- 2015-2021:  Uroš Bregar
- 2021-oggi:  Dragan Adžić

## Palmarès

### Giochi del Mediterraneo
- (2013)
- (1997, 2001, 2018)

## Statistiche

### Record individuali
Dati aggiornati al 10 novembre 2021; in grassetto le giocatrici ancora in attività.
| Pos. | Nome                   | Presenze |
| ---- | ---------------------- | -------- |
| 1.   | Sergeja Stefanišin     | 212      |
| 2.   | Tanja Oder             | 164      |
| 3.   | Anja Frešer            | 143      |
| 4.   | Vesna Vinčić Puš       | 132      |
| 5.   | Katia Kurent Tatarovac | 126      |
| 6.   | Anja Gros              | 123      |
| 7.   | Deja Doler             | 116      |
| 8.   | Neli Irman             | 115      |
| 9.   | Miša Marinček Ribežl   | 107      |
| 10.  | Mojca Derčar           | 102      |

| Pos. | Nome               | Reti |
| ---- | ------------------ | ---- |
| 1.   | Tanja Oder         | 686  |
| 2.   | Simona Šturm       | 593  |
| 3.   | Anja Gros          | 589  |
| 4.   | Anja Frešer        | 531  |
| 5.   | Tjaša Stanko       | 333  |
| 6.   | Barbara Lazović    | 292  |
| 7.   | Neli Irman         | 292  |
| 8.   | Tamara Mavsar      | 291  |
| 9.   | Nataliya Derepasko | 278  |
| 10.  | Deja Doler         | 276  |